# Cordovero
Cordovero (oficialmente y en asturiano: Cordoveiru) es una parroquia del concejo de Pravia, en el Principado de Asturias (España). Alberga una población de 95 habitantes (INE 2011) en 89 viviendas. Ocupa una extensión de 5,12 km². Perteneció al concejo de Salas hasta 1927, momento en el que pasó a Pravia junto con Folgueras por Real Decreto Ley de 10 de agosto.
Está situada en la zona oeste del concejo y limita al norte con la parroquia de Folgueras; al este con la de Arango; al sur, con la de Linares (Salas); y al oeste con Malleza (Salas).
Con el fin de conservar el patrimonio común de los núcleos que conforman la parroquia de Cordovero desde el año 2006 dispone de una Asociación de Vecinos. Destaca entre sus actuaciones la conversión de las antiguas Escuelas Parroquiales, construidas con la ayuda del Círculo Salense de La Habana en el año 1929, en un moderno Centro Social para el encuentro de los Vecinos.
En el núcleo de Cordovero encontramos la Iglesia Parroquial, San Miguel de Cordovero, Nuestra patrona es la Virgen del Carmen y cada segundo domingo de julio se celebra una Misa en su honor.
En La Castañal nos encontramos la capilla de San Antonio Abad, más conocido como SANTANTON, cada 17 de enero se celebra una misa en su honor.
El núcleo de La Castañal, se ha constituido como Parroquia Rural de acuerdo con el artículo 6 del Estatuto de Autonomía del Principado de Asturias, desarrollado en la Ley 11/1986, de 20 de noviembre.

## Poblaciones
Según el nomenclátor de 2011 la parroquia está formada por las poblaciones de:
- Cordovero (Cordoveiru) (lugar): 23 habitantes.
- La Castañal (lugar): 24 habitantes.
- Las Piñeras (lugar): 24 habitantes.
- Villamondrid (Villamondriz) (lugar): 24 habitantes.

INE 2011